# Donaldo Morales
Donaldo Morales (Marcovia, Choluteca, Honduras, 13 de octubre de 1982) es un exfutbolista hondureño. Jugaba de portero.

## Trayectoria
En el año 2005, Donaldo Morales pasó a formar parte del Club Deportivo Motagua. En este club ganó dos títulos, y durante mucho tiempo se aferró a la titularidad del cuadro azul. A mediados de 2013 fichó por Deportivo Malacateco, y luego a inicios de 2014 por Deportivo Mictlán, ambos de Guatemala. Desde enero de 2015, es jugador del subcampeón hondureño Real Sociedad.

## Selección nacional
Ha sido internacional con la Selección de fútbol de Honduras en dos ocasiones. Debutó con la selección de mayores el 16 de agosto de 2006, en un amistoso contra la Selección de fútbol de Venezuela que terminó con empate 0-0. El colombiano Reinaldo Rueda lo convocó para la Copa de Oro 2007, aunque no jugó.

### Participaciones en Copas de Oro
| Copa de Oro      | Sede           | Resultado        |
| ---------------- | -------------- | ---------------- |
| Copa de Oro 2007 | Estados Unidos | Cuartos de final |

## Clubes
| Club                 | País                | Año                 | Partidos |
| -------------------- | ------------------- | ------------------- | -------- |
| Motagua              | Honduras            | 2005 - 2013         | 140      |
| Deportivo Malacateco | Guatemala           | 2013                | 14       |
| Deportivo Mictlán    | Guatemala           | 2014                | 18       |
| Real Sociedad        | Honduras            | 2015 - 2016         | 38       |
| Social Sol           | Honduras            | 2016                | 15       |
| Platense             | Honduras            | 2017 - 2018         | 38       |
| Real de Minas        | Honduras            | 2018 - 2019         | 15       |
| Real Sociedad        | Honduras            | 2019 - 2020         | 2        |
| Total en su carrera  | Total en su carrera | Total en su carrera | 270      |

## Palmarés

### Campeonatos nacionales
| Título   | Club    | País     | Año  |
| -------- | ------- | -------- | ---- |
| Apertura | Motagua | Honduras | 2007 |
| Clausura | Motagua | Honduras | 2011 |

### Campeonatos internacionales
| Título                       | Club    | País     | Año  |
| ---------------------------- | ------- | -------- | ---- |
| Copa Interclubes de la Uncaf | Motagua | Honduras | 2007 |